# Walter Radant
Walter Willi Radant (* 26. April 1922 in Köln; † 22. Februar 1969 ebenda) war ein deutscher Fußballspieler.

## Werdegang
Der Stürmer gehörte zu den Spielern, die am 15. Februar 1948, zwei Tage nach der Gründung des 1. FC Köln, in dessen erstem Spiel auf dem Platz standen. Bei dem 8:2-Sieg gegen Nippes 1912 erzielte Radant fünf Tore.
Bis zum Aufstieg in die Oberliga West, der im Jahre 1949 gelang, erzielte er in 40 Spielen 30 Tore und hatte damit sehr großen Anteil am Aufstieg. In der Oberliga kam Radant noch fünf Mal für den FC zum Einsatz. Ein Tor gelang ihm dabei nicht mehr. 1950 verließ er den Verein.
Zuletzt arbeitete Radant als Maschinenschlosser. Seit 1947 war er mit Else Bohn verheiratet.  Er verstarb 1969 im Alter von 46 Jahren in seiner Wohnung in Köln-Lindenthal.

## Erfolge
- 1949 Aufstieg in die Oberliga West